# 中央氣象署颱風警報
中央氣象署颱風警報是由中華民國交通部中央氣象署所發布的颱風警報，是中央氣象署針對颱風侵襲臺澎金馬時所發佈的警報，分為海上颱風警報與陸上颱風警報。

## 歷史與現況
中華民國的氣象單位受到許多變革，自1950年中央氣象局自廣州遷臺北，抗戰過後的台灣才有一個新的氣象單位負責氣象的觀測與預報，而後於1958年7月，中央氣象局奉令裁併為臺灣省氣象所，松山氣象臺由民航局代管，直至1971年重新設置於交通部之下。
1973年，交通部發布行政命令「交航字第16862號令」，實施《氣象預報警報統一發布辦法》，針對中心最大風速每秒17.2公尺以上的熱帶氣旋，對各該海域所發布警報。直至1982年《氣象法》完整公布並實施後，才得以有法源依據，發佈颱風警告。
2023年9月15日中央氣象局升格為「中央氣象署」，警報單名稱改為「中央氣象署颱風警報」。

## 影響

### 海上颱風警報

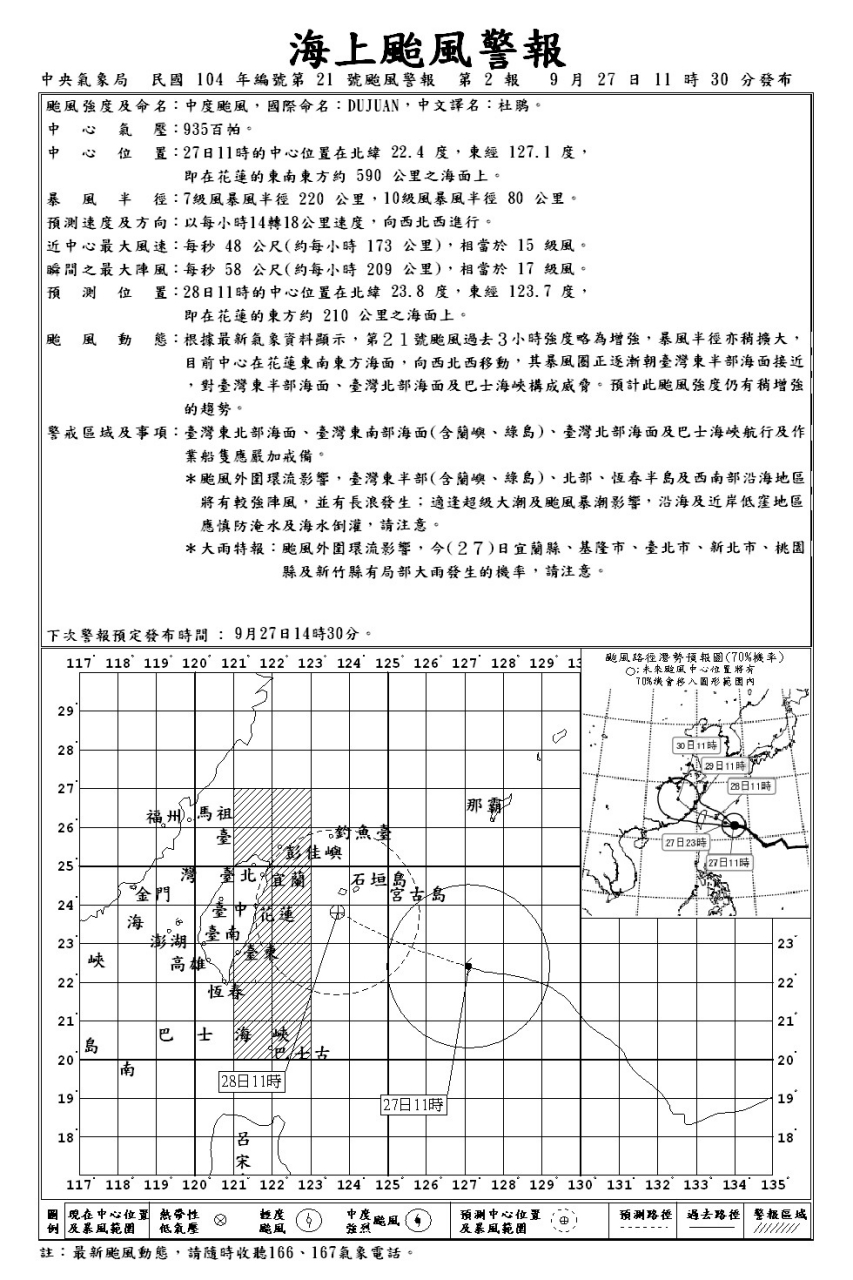
此為中央氣象局（舊制）所發佈之海上颱風警報。圖中所描述的熱帶氣旋為杜鵑颱風。

海上颱風警報發布後每隔3小時發布一次，通常發布海上颱風警報時，警戒區域僅限於台灣鄰近海域。在海上颱風警報發布的同時，中央氣象署會以國際報文通報。

### 陸上颱風警報
在中央氣象署宣布發佈陸上颱風警報之後，陸上颱風警報通常會連同海上颱風警報一同發佈，在中央氣象署的颱風警報當中也會以海上陸上颱風警報之稱發佈警報。在陸上颱風警報的發佈同時，中央氣象署除了維持每三小時發佈一次正報之外，每小時都會加發警報進行追蹤。中央氣象署發佈陸上颱風警報後，也會同步針對警戒區域發佈風力（平均風力、陣風）及山區與平地總雨量預測，提供各縣市政府參考。而各縣市政府進行評估之後，可依據《天然災害停止上班及上課作業辦法》視情況宣布停班停課。

### 解除警報
當颱風的七級暴風範圍離開臺灣或金門、馬祖陸上時，中央氣象署會解除陸上颱風警報；當颱風的七級暴風範圍離開臺灣或金門、馬祖之100公里以內海域時，中央氣象署會解除海上颱風警報。當颱風減弱為熱帶性低氣壓，中央氣象署會視情況改發佈熱帶性低氣壓特報或解除警報。

### 熱帶性低氣壓特報
當有熱帶性低氣壓強度之熱帶氣旋逐漸接近臺灣、澎湖、金門、馬祖近海或在其近海生成，對臺灣、澎湖、金門、馬祖構成威脅時，發布熱帶性低氣壓特報；離開或消散即解除。

### 其他
除了中央氣象署針對全國發布颱風警報以外，交通部民用航空局飛航服務總台台北航空氣象中心也會依照颱風的影響針對可能侵襲機場發布警報。與中央氣象署颱風警報不同的是，民航局飛航服務總台台北航空氣象中心的颱風警報依國際民航組織規定，定義風速達34節者為暴風圈；而中央氣象署採七級風暴風圈做為侵襲之指標，而以十級風暴風圈做為較強烈暴風之強度和範圍之參考。

## 特殊紀錄[9]
- 發布過最多次海上颱風警報（指從無警報至有警報）：

1. 3次－韋恩（1986年）
2. 2次－娜拉（1959年）、娜定（1968年）、黛納（1977年）、耐特（1991年）、納莉（2001年）及天秤（2012年）

- 發布過最多颱風警報警報單（指每3小時一報之警報，包括海上颱風警報、陸上颱風警報及解除警報）：

1. 64報－納莉（2001年）
2. 54報－天秤（2012年）
3. 43報－丹恩（1999年）、辛樂克（2008年）
4. 42報－韋恩（1986年）
5. 40報－山陀兒（2024年）
6. 39報－敏督利（2004年）
7. 37報－利奇馬（2001年）
8. 36報－莫拉克（2009年）
9. 34報－南瑪都（2011年）
10. 33報－辛樂克 （2002年）

- 當年第一次海上颱風警報最早發布：
  - 4月7日10時40分－維奧莉（1967年）

- 當年第一次海上颱風警報最晚發布：
  - 9月2日08時30分－軒嵐諾，是唯一一次在9月首發海上颱風警報，也是唯一一次全年首8個月均沒有發出（2022年）

- 當年發布海上颱風警報的最晚時間：
  - 12月3日2時30分－南瑪都（2004年）

- 當年僅發布海上颱風警報最多警報單(並不含陸上颱風警報)
  - 26報－（2015年）

- 同時有兩個颱風的海上颱風警報並存：

1. 1997年8月29日23時40分至8月30日2時35分間－安珀、卡絲（1997年）
2. 2006年8月9日2時30分至8月9日14時30分間－寶發、桑美（2006年）
3. 2007年8月8日11時30分至8月8日14時30分間－帕布、梧提（2007年）
4. 2017年7月29日17時30分至7月30日14:30分間－尼莎、海棠（2017年）（更同時發佈陸上颱風警報）

## 爭議

### 具爭議性的災防假

#### 2016年颱風莫蘭蒂
在莫蘭蒂逐漸靠近台灣的同時，中央氣象局於9月13日上午8時30分宣布發佈陸上颱風警報。在上午11時30分，中央氣象局將陸上警戒區擴大，除台東（含蘭嶼、綠島）、花蓮、恆春半島外，屏東、高雄及台南也列在警戒範圍。當日晚間，台南市長賴清德宣布14日台南市上午正常上班上課、下午停班停課，引起台南市民不滿。

#### 2016年颱風梅姬
雖然中央氣象局在9月27日下午11時30分宣布梅姬颱風已於下午9時10分自雲林縣麥寮進入臺灣海峽，中央氣象局尚未解除海上陸上颱風警報，並認為風雨將持續至28日早上。但部分政府認為隔日風雨影響較小，逕行宣布隔日正常上班上課，而受到部分民眾的指責。後來因部分地區尚未復電、路樹倒塌及臺鐵、高鐵上午維持停駛與部分地區客運上午停駛造成交通困難，宣布正常上班上課的縣市政府依照《天然災害停止上班及上課作業辦法》第4條第3款之規定，改宣佈28日繼續全日停班停課，以策安全。

## 外部連結
- （繁體中文）中華民國交通部中央氣象署：
  - 颱風警報作業
  - 四、颱風的預測與警報的發布及傳遞89.颱風警報的傳遞方式如何? （页面存档备份，存于）
  - 四、颱風的預測與警報的發布及傳遞94.中央氣象局發布之颱風警報內容包含那些? （页面存档备份，存于）
  - YouTube上的颱風警報氣象局報你知.CWB氣象署.2011-05-25
- （繁體中文）中華民國中華航空氣象協會：
  - 中央氣象局與民航局飛航服務總台台北航空氣象中心之颱風警報異同處（页面存档备份，存于）
  - 颱風警報單線上作業軟體發展及飛航服務總台颱風警報作業現況（页面存档备份，存于）
  - 颱風期間風力預報  （页面存档备份，存于）